# Нови-Београд (община)
Нови-Белград (серб. Нови Београд) — одна из 17 общин округа Белград (Сербии).
Население общины составляет 219 208 человек (2007 год), плотность населения составляет 5347 чел./км². Занимаемая площадь — 41 км², из них 24,0 % используется в промышленных целях. 14 гектар занято Парком Дружбы.
С общиной Чукарица разделена рекой Савой, но в 2008—2011 годах был построен мост, связавший их.
Главной физической особенностью Нового Белграда является его равнинная местность, которая резко контрастирует со старой частью Белграда, построенной на 32 холмах. Помимо Бежании, его западной части, Новый Белград построен на территории, которая была фактически болотом, когда началось городское строительство в 1948 году. В течение многих лет песок привозили в Новый Белград с Малого военного острова на Дунае, пока не осталась небольшая узкая лесистая полоса земли, которая существует до сих пор.
Другими географическими особенностями Нового Белграда являются полуостров Ада-Циганлия и остров Ада Меджица на реке Саве, а также залив Зимовник, окружающий Малую Циганлию, в котором расположены объекты Белградской верфи. Лессовые равнины Бежанийской косы расположены в западной части муниципалитета, а в южной части протекает канал Галовица, впадающий в Саву.
Из всех городских муниципалитетов Белграда в Новом Белграде больше всего зеленых зон, общая площадь которых составляет 3,47 км² или 8,5 % его площади. Самая большой по площади парк — парк Ушче. Парк Республики Сербской был открыт в Новом Белграде в 2008 году.
Сегодня Нови-Београд является одним из основных центров деловой активности и строительной площадкой Белграда. 
В Блоке 65 расположен небоскреб West 65 Tower, который с 2021 по 2022 был самым высоким в Сербии, но недавно уступил первое место небоскребу Kula Beograd.

## Население
| Год  | Население, чел. |
| ---- | --------------- |
| 1991 | 205 154         |
| 2001 | 217 437         |
| 2002 | 217 706         |
| 2003 | 217 361         |
| 2004 | 217 706         |
| 2005 | 218 439         |
| 2006 | 219 012         |
| 2007 | 219 208         |
| 2011 | 214 506         |
| 2022 | 209 763         |